# Aulo Manlio Torquato Attico
Aulo Manlio Torquato Attico (in latino Aulus Manlius Torquatus Atticus; fl. 247 a.C.–241 a.C.) fu un console della Repubblica romana.

## Biografia
Fu censore nel 247 a.C. con Aulo Atilio Calatino; fu quindi eletto console una prima volta nel 244 a.C. ed ebbe come collega Gaio Sempronio Bleso, poi una seconda volta nel 241 a.C. con Quinto Lutazio Cercone. Durante il suo secondo consolato riuscì a sconfiggere i Falisci, che si erano armati contro i Romani; per questo motivo gli fu decretato il trionfo.
Secondo Plinio un console «Aulo Manlio Torquato» morì improvvisamente mangiando una torta: potrebbe trattarsi o di Attico o di Aulo Manlio Torquato, il console del 164 a.C..